# تياغو سيلفا (مقاتل)
تياغو سيلفا (بالبرتغالية: Thiago Silva؛ مواليد 12 نوفمبر 1982) هو مُقاتل كيك بوكسينغ وفنون قتالية مختلطة برازيلي.

## وصلات خارجية
- تياغو سيلفا (مقاتل) على موقع يو إف سي (الإنجليزية)
- تياغو سيلفا (مقاتل) على موقع شيردوغ (الإنجليزية)
- تياغو سيلفا (مقاتل) على موقع IMDb (الإنجليزية)
- تياغو سيلفا (مقاتل) على موقع قاعدة بيانات الفيلم (الإنجليزية)